# Andrzej Lipiński (reżyser dźwięku)
Andrzej Lipiński (ur. 26.05.1948 w Łodzi) – profesor sztuk muzycznych, reżyser dźwiękowy i filmowy, muzyk, pedagog, producent muzyczny, konstruktor urządzeń elektroakustycznych. Założyciel firm Tonmeister Recording i Lipinski Sound (USA) oraz Gali Film Studio i Lipinski Recordings (Polska), profesor na Uniwersytecie Muzycznym Fryderyka Chopina, członek Audio Engineering Society.

## Wykształcenie
Ukończył Państwową Podstawową Szkołę Muzyczną w Łodzi w klasie fortepianu. W 1966 r. zdał egzaminy maturalne w I Liceum Ogólnokształcącym im. M. Kopernika w Łodzi. Równolegle ukończył Państwową Średnią Szkołę Muzyczną w Łodzi w klasie klarnetu oraz klasie Teorii Muzyki.  W 1976 r. ukończył z wyróżnieniem Wydział Reżyserii Dźwięku Akademii Muzycznej im. Fryderyka Chopina w Warszawie.

## Przebieg kariery zawodowej
Jako uczeń Średniej Szkoły Muzycznej w Łodzi grał na saksofonie tenorowym w zespole jazzowym z Janem Stefankiem (as) - później zespół No To Co, oraz z Grzegorzem Gierłowskim (dr) - później zespół Jerzego Miliana. Występowali na koncertach wspólnie z zespołem Komety (później Trubadurzy).
O wyborze kierunku studiów – Reżyserii Dźwięku zadecydował udział w sesji nagraniowej płyty Astigmatic Krzysztofa Komedy w Filharmonii Narodowej po koncercie Jazz Jamboree.
Na pierwszym roku studiów wspólnie z kolegami z Wydziału - Wiesławem Woszczykiem i Jerzy Matulewiczem zrealizowali według własnego scenariusza dwuaktowy film do muzyki z drugiego albumu zespołu  Blood, Sweat & Tears, który w ramach nagród Grammy uzyskał tytuł Album of the Year. BST+RMC (Blood, Sweat & Tears i Rrajd Monte Carlo).
Na drugim roku studiów jako muzyk (ts) nagrał płytę (LP) z Big Bandem "Stodoła". Zespół założony przez Henryka Majewskiego składał się z najlepszych polskich muzyków jazzowych.

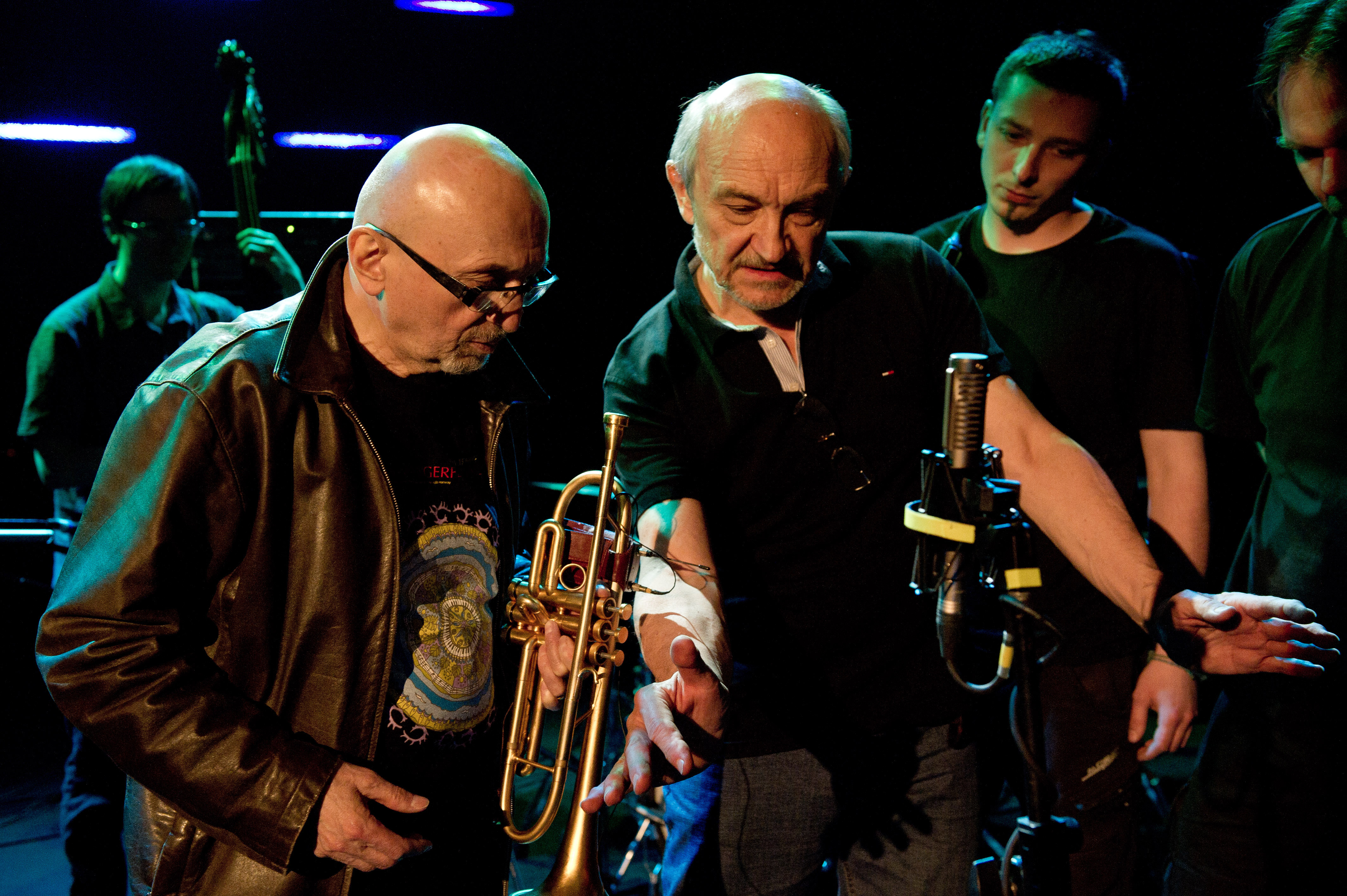
Andrzej Lipiński podczas nagrań z Tomasz Stańko New York Quartet

Pod koniec studiów wyjechał do USA skąd przywiózł swój pierwszy prywatny sprzęt do nagrań fonograficznych. Wśród nagrań dyplomowych znalazły się pierwsze nagrania kwadrofoniczne.
Po ukończeniu studiów w 1976 r. (dyplom z wyróżnieniem) podjął pracę w swojej macierzystej uczelni, a rok później rozpoczął pracę jako reżyser dźwięku w Redakcji Nagrań Muzyki Klasycznej Polskiego Radia kierowanej przez Jana Webera.  W międzyczasie złożył swój własny sprzęt do profesjonalnych nagrań i założył pierwsze w Bloku Wschodnim prywatne studio nagrań – MoReS (Mobile Recording Studio). W latach 1977 – 1981 nagrał ponad 50 longplayów dla wytwórni Veriton, Wifon, Helicon, Polskiego  Stowarzyszenia Jazzowego, Tonpress, Polskie Nagrania "Muza, uwieczniając m.in. takich artystów jak Ewa Demarczyk, Joachim Grubich, Janusz Olejniczak, Andrzej Chorosiński, Luigi Alva, Tomasz Stańko, Kenny Drew, Buddy Rich.

### Kariera w Stanach Zjednoczonych

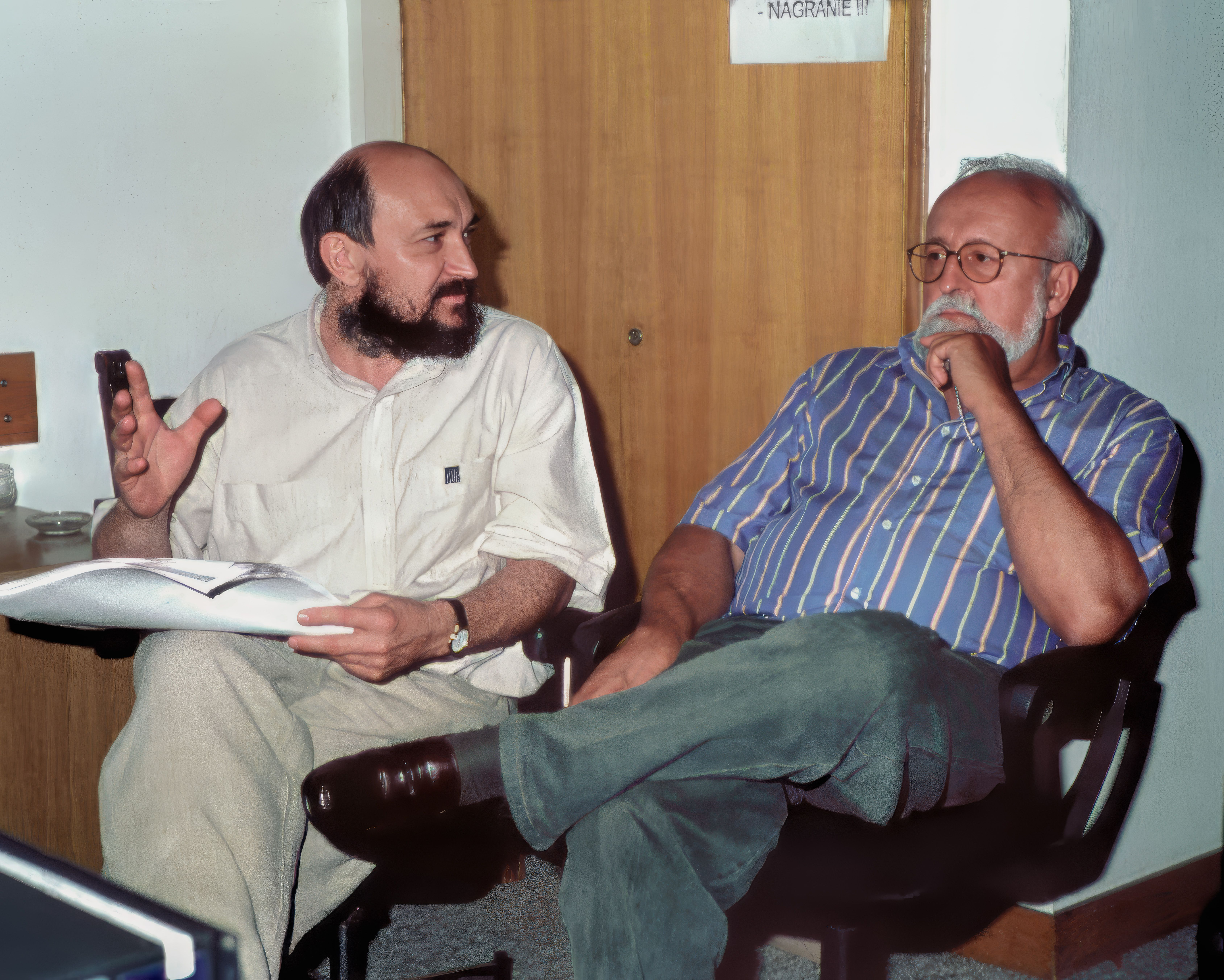
Andrzej Lipiński w czasie sesji nagraniowej z Krzysztofem Pendereckim

W roku 1981 nagrał na swoim sprzęcie w Gdańsku I Przegląd Piosenki Prawdziwej Zakazane Piosenki i korzystając z pomocy ambasady USA w Warszawie wysłał materiały do Hollywood, gdzie następnie wyjechał i wydał dwupłytowy album pt. Piosenki Solidarności. Po wprowadzeniu Stanu Wojennego fakt wydania płyt uniemożliwił mu na długie lata powrót do Kraju.
Od tej chwili kontynuował swoją karierę zawodową w USA - przez pierwsze lata w Hollywood, a następnie na Wschodnim Wybrzeżu. W roku 1984 założył w stanie Maryland swoje prywatne studio - Tonmeister Recording.
Kontynuując pracę jako reżyser dźwięku w USA udoskonalał sprzęty, na których pracował i ostatecznie zdecydował się na konstruowanie swoich własnych urządzeń.

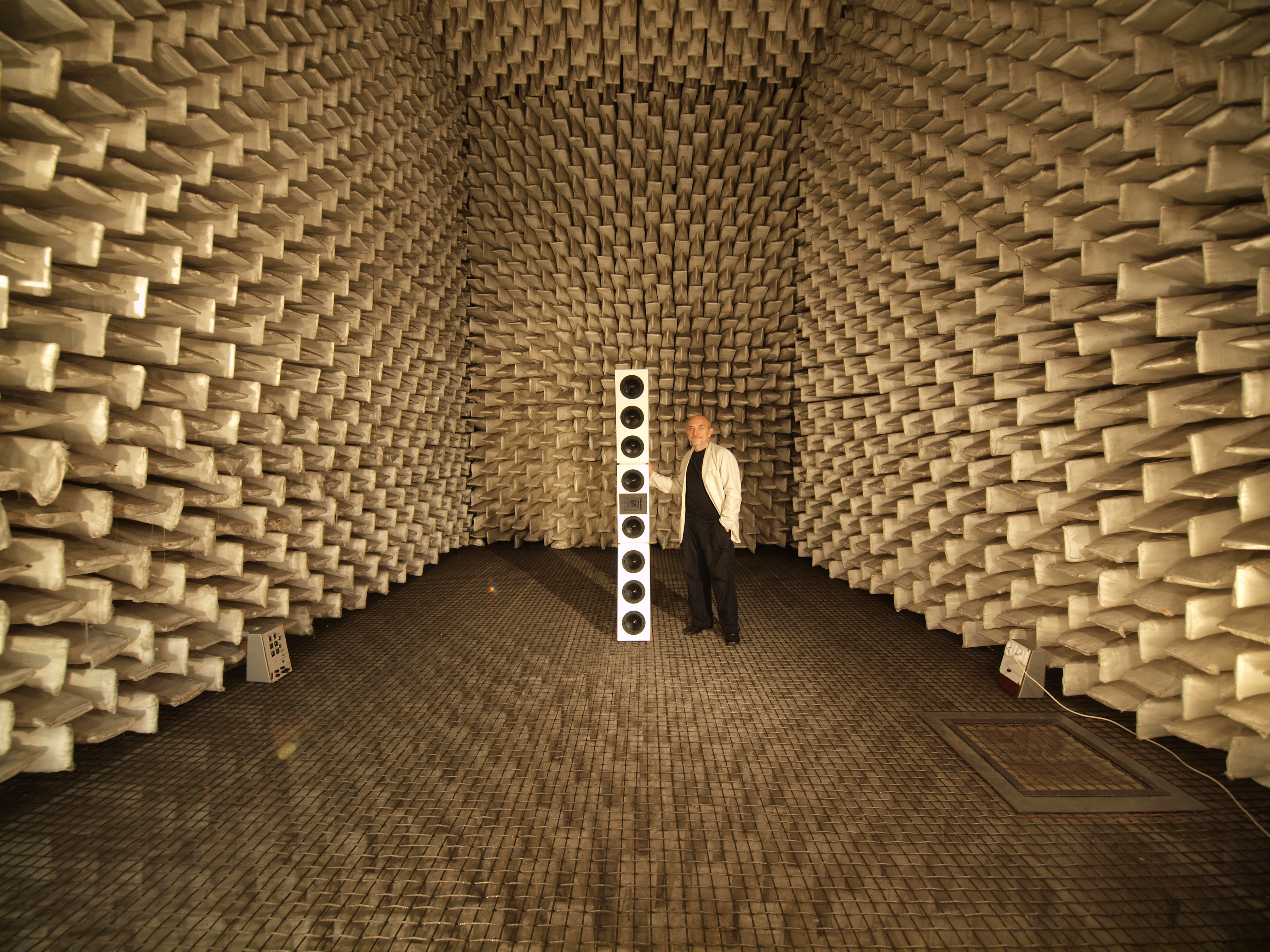
Andrzej Lipiński z głośnikiem własnej produkcji w komorze bezpogłosowej.

W roku 2003 założył w stanie Maryland firmę Lipinski Sound. Aktualnie na sprzęcie Lipinski Sound pracują w Hollywood takie studia jak Universal, United Artists, Warner Bros, czy After Master – studio, które na swoim koncie posiada największą liczbę platynowych płyt. Na sprzęcie Lipinski Sound pracują także laboratoria Dolby w Tokyo i Sztokholmie oraz używają go takie uczelnie muzyczne jak Peabody Institute, Cleveland Institute of Music, Berklee College of Music, New York University, w NYC oraz w filii w Abu Dhabi, Uniwersytet Muzyczny Fryderyka Chopina, jak również w Konserwatorium Moskiewskie. Jak się okazało już po śmierci muzyka, na sprzęcie Lipinski Sound pracował również Prince.

### Kariera w Polsce

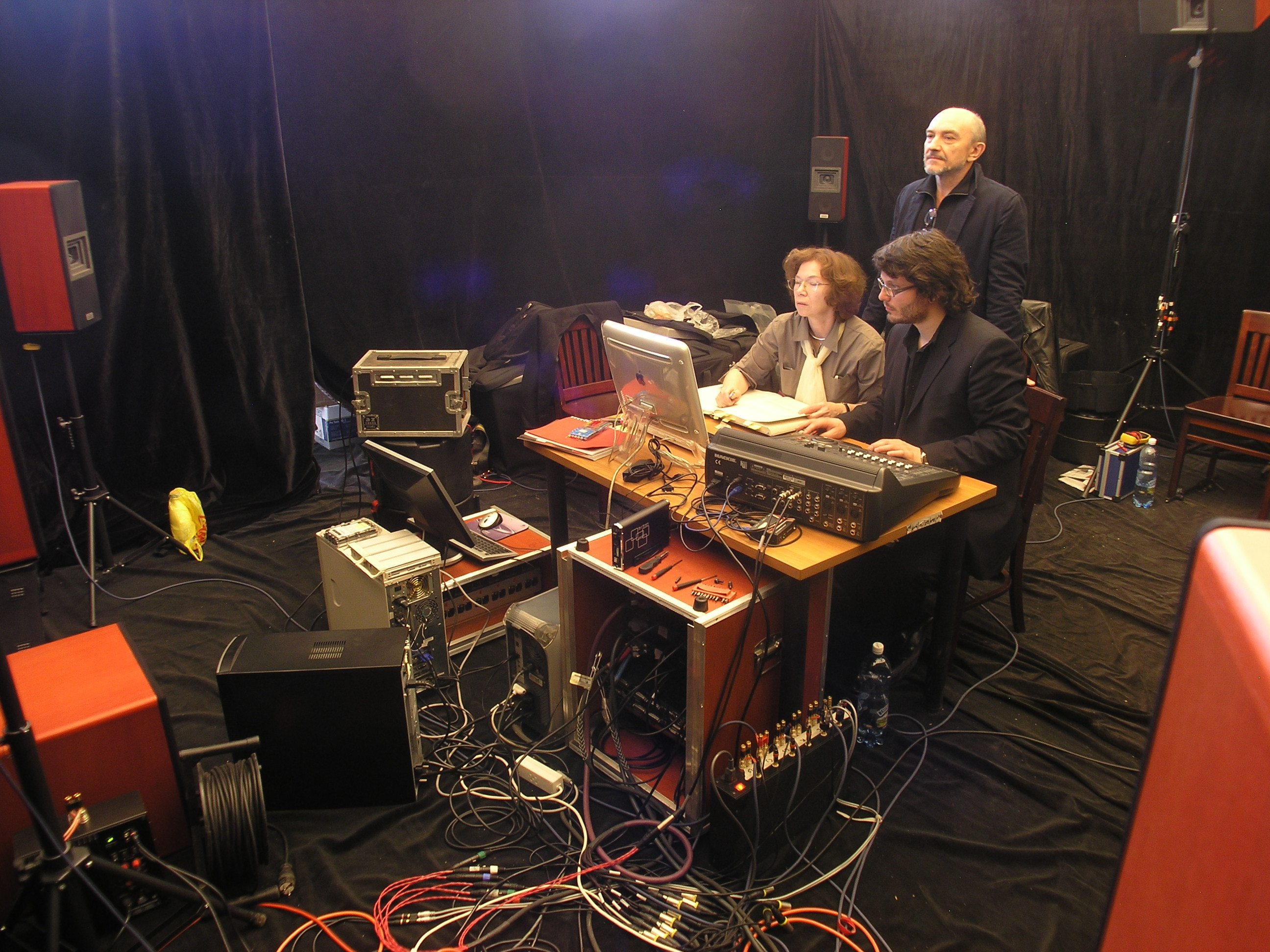
Sesja nagraniowa Król Roger, Wrocław (nagranie High Resolution Surround)

Od połowy lat 90 Andrzej Lipiński dzielił swój czas pomiędzy USA i Polskę, gdzie realizował nagrania przy użyciu własnych technologii. Reżyserował płyty z takimi artystami jak Krzysztof Penderecki, Wojciech Kilar czy Henryk Mikołaj Górecki. Wspomniani kompozytorzy w ramach jednego z projektów pod roboczą nazwą „Tryptyk Sakralny” zostali jako pierwsi zarejestrowani w nowych technologiach - na płytach Super Audio CD, a płyta dyrygowana przez Krzysztofa Pendereckiego z jego utworem Credo w amerykańskim miesięczniku „Stereophile” została umieszczona na liście „Records To Die For” - wśród 80 najwybitniejszych nagrań wszech czasów.
W roku 1995 założył w Warszawie Studio Filmowe Gali specjalizujące się opracowaniach filmów muzycznych, gdzie przygotowywano programy dla pierwszej polskiej telewizji muzycznej Atomic TV (później MTV Polska).

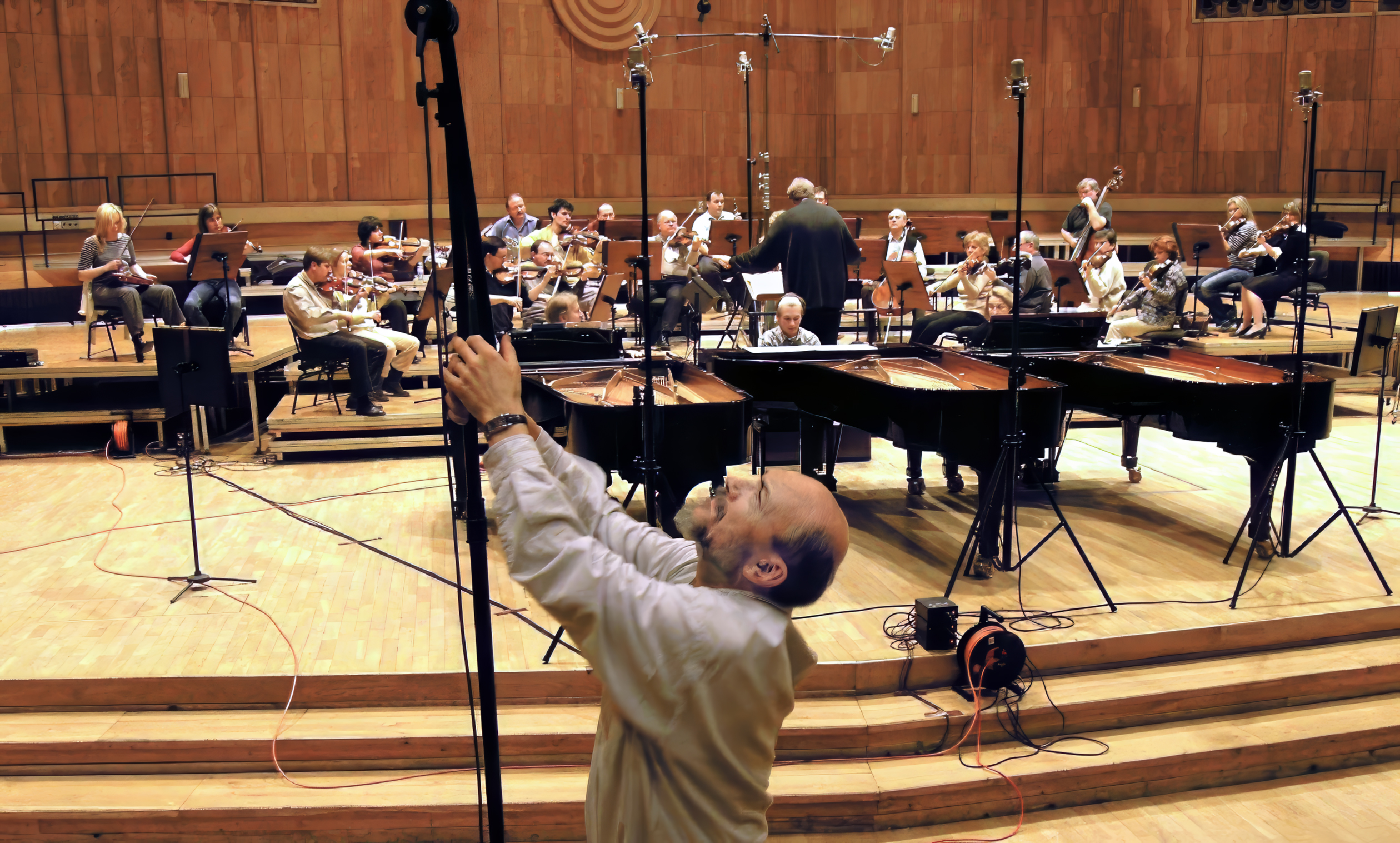
Andrzej Lipiński. Mozart – Koncerty na 1, 2, 3 fortepiany, nagranie High Resolution Surround

Andrzej Lipiński zrealizował również jedne z pierwszych na świecie i pierwsze w Polsce nagrania na płytach Blu-ray w swoim autorskim 8-kanałowym systemie surround/immersive sound. W tym formacie zrealizowano nagranie pieśni Fryderyka Chopina. Miało to miejsce w Paryżu w jedynej oryginalnie zachowanej sali, w której koncertował Chopin, na fortepianie, na którym grał Chopin (Pleyel 1843). Nagranie to zestawione z żywym wykonaniem wzbudziło sensację na 138 konwencji Audio Engineering Society.
Kontynuując pracę naukową, po obronie doktoratu (który został uhonorowany wyróżnieniem), w roku 2021 otrzymał od prezydenta RP nominację profesorską. Aktualnie Andrzej Lipiński jest profesorem na Wydziale Reżyserii Dźwięku w swojej macierzystej uczelni.  Konstruuje nowe urządzenia, które wyznaczają najwyższe standardy w światowej fonografii i reżyseruje nagrania na swoim unikatowym, nie udostępnianym komercyjnie sprzęcie.

## Osiągnięcia, nagrody, wyróżnienia
- Wyróżnienie dyplomowe w Szkole Muzycznej II stopnia: wykonanie koncertu klarnetowego W. A. Mozarta z orkiestrą Filharmonii Łódzkiej
- Pierwsze światowe nagranie wszystkich Arii Koncertowych W. A. Mozarta (Luigi Alva)
- Pierwsze światowe nagranie wersji fletowej Pór Roku A. Vivaldiego (Jadwiga Kotnowska)
- Pierwsze światowe stereofoniczne nagranie opery Haendla Sosarme

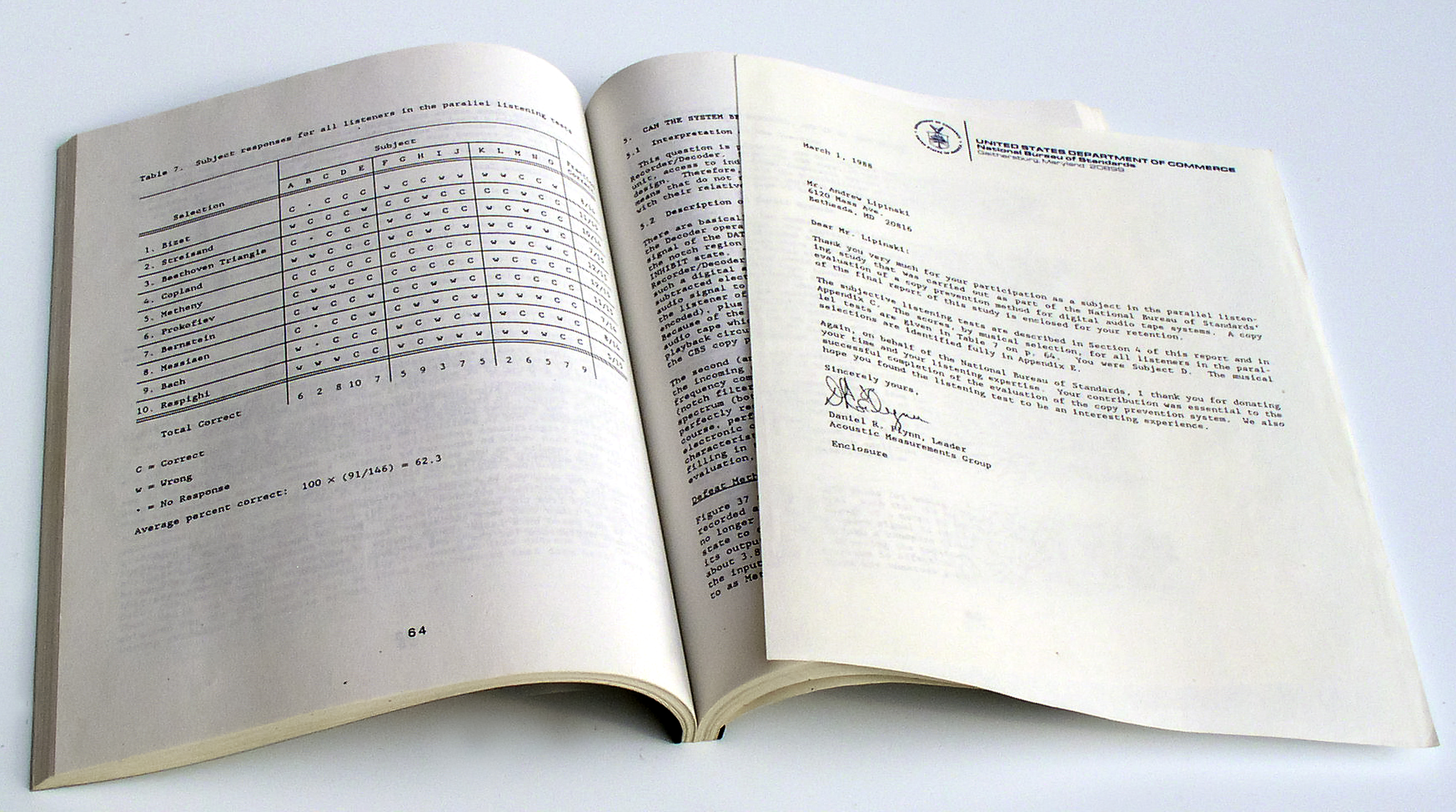
Raport NBS

- Raport NBSWyróżnienie przez National Bureau of Standards (USA). NBS (National Bureau of Standards obecnie National Institute of Standards and Technology) po wprowadzeniu cyfrowego zapisu dźwięku zorganizowało testy wykrywające zbudowany przez CBS system blokady kopii cyfrowych. Andrzej Lipiński wśród grupy składającej się z członków Audio Engineering Society biorących udział w testach wykazał się fenomenalnym słuchem i jako jedyny w 100% wykrył mankamenty tego systemu. W końcowym raporcie NBS określono, że wśród profesjonalistów jest to przypadek jeden na 1000[4].
- W latach 1983, 1984 i 1991 zwycięzca i wyróżniony w konkursach fonograficznych Crown International(inne języki) w USA.
- Udział w Komisji Redakcyjnej (Editorial Review Board) miesięcznika Recording Engineer Producer (1985-87)[28].
- W roku 1989-90 zdobywca w kategorii Sound Engineering Emmy Award - najbardziej prestiżowej nagrody telewizji amerykańskiej - za serię ponad 20 spektakli American Playhouse
- Pierwsze światowe nagranie koncertu fortepianowego Wojciecha Kilara (Peter Jablonski)
- Pierwsze światowe nagranie koncertu klarnetowego K. Pendereckiego (Dmitri Ashkenazy)
- W roku 2000 w Caramore NY dokonanie na prototypowym systemie Sony pierwszych nagrań w systemie DSD surround.
- W roku 2003 dokonanie pierwszych w Polsce nagrań surround na płyty Super Audio CD
- Nagranie SACD Credo K. Pendereckiego pod dyr. kompozytora zostało włączone przez prestiżowy audiofilski miesięcznik amerykański Stereophile na listę Records To Die For wśród 80 najwybitniejszych nagrań wszech czasów.
- W roku 2004 prestiżowe wydawnictwo amerykańskie Mobile Fidelity rozpoczęło używanie głośników Lipinski Sound do remasteringów unikatowych nagrań i konsekwentnie zakupiło kolejne zestawy.
- Nagroda PAR Excellence Award za najlepszy produkt na 117 Konwencji Audio Engineering Society za przedwzmacniacz mikrofonowy Model L-408. Następnie nagroda Pro Audio Review - Reviewer’s Choice - nagroda recenzentów za najlepszy produkt roku.
- Płyta Republique - nagranie utworów Grzegorza Ciechowskiego zaaranżowanych na kwartet smyczkowy w wyk. Kwartetu Śląskiego zostało uhonorowane przez miesięcznik Hi-Fi i Muzyka nagrodą Płyta Roku 2005.
- Stereophile Magazin (USA) w 2006 roku nominował głośnik Model L-707 do nagrody Produkt Roku, a następnie umieścił ten produkt na liście Rekomendowanych Komponentów w najwyższej klasie „A”.
- Nominacja do nagrody Fryderyk 2006, Album Roku Muzyka Orkiestrowa, Mozart –  Koncerty na 1, 2, 3 fortepiany, nagranie High Resolution Surround
- W roku 2008 zrealizowanie jednego z pierwszych na świecie i pierwszego w Polsce nagrania na płytach Blu-ray w autorskim 8-kanałowym systemie surround / immersive sound.
- Zrealizowane w formacie Blu-Ray surround / immersive sound nagranie pieśni Fryderyka Chopina w Paryżu, w jedynej zachowanej autentycznie sali gdzie koncertował Chopin, z udziałem oryginalnego fortepianu, na którym grał Chopin (Pleyel 1843)[29]. Nagrania zaprezentowane wraz z żywym wykonaniem tych utworów wywołały sensację na 138 Konwencji Audio Engineering Society.
- Przyznanie patentów w dziedzinie elektroakustyki w roku 2007 (1 patent) oraz w roku 2014 (2 patenty)
- Realizacja jedynego nagrania zespołu Tomasza Stańki New York Quartet zrealizowanego w technologii High Resolution Surround
- Shanghai Audio Show 2015 - nagroda Best of the Year dla głośników L-707A Signature
- Na sprzęcie firmy Lipinski Sound zostały w USA opracowane płyty, które zdobyły następujące nagrody Grammy: - ostatni album Chick’a Corea Trilogy 2 - XIII Symfonia Szostakowicza  - album „Morning Phase”, który w jednym tylko roku był nominowany aż do 5 Grammy i zdobył 3: „Najlepszy album rock”, „Najlepiej nagrany album” oraz „Album roku”[5].

## Życie prywatne
Od 2015 roku jest mężem Ewy Iżykowskiej. Z poprzedniego małżeństwa ma syna Łukasza Lipińskiego oraz wnuków Prestona Lipińskiego i Victora Lipińskiego.

## Częściowa dyskografia

### Muzyk (saksofon tenorowy)
- Stodoła Big-Band – Let's Swing Again | Polskie Nagrania Muza  XL 0826, SXL 0826

### Reżyser dźwięku, producent, reżyser obrazu
- Jam Session  Buddy Rich Combo | B. Rich (dr), B. Kiener (org), S. Marcus (ts), M. Turso (bs), R. Mintzer (ts),

- D. Pratt (tp) | Poljazz[30] Z-SX-0655

- Tomasz Stańko - Edward Vesala Quartet - Live At Remont | Helicon HR1002

- Aquarium Live No.1  Laboratorium | Poljazz Z-SX-0669[31]

- Aquarium Live No.3  Extra Ball  |  Poljazz Z-SX-0671[32]

- Warsztat Nr 1, Wojciech Kamiński  |  Poljazz PSJ Z-SX-0683

- Aqarium Live no. 5 Sun Ship,  Z. Jaremko (ts, ss), W. Sendecki (p), W. Szczurek (b), M. Stach (dr) | Poljazz Z-SX-0686

- The Quartet  S. Kulpowicz (p), T. Szukalski (ts, ss), P. Jarzębski (b), J. Stefański (dr) | Poljazz Z-SX-0688

- Ossian,  Tomasz Stańko - Ossian | Poljazz Z-SX-0689

- Jam Session w Akwarium  Noc Pierwsza, Z. Jaremko (ts,) J. P. Wróblewski (ts), H. Miśkiewicz (as), J. Stivin (as), R. de Graaff (p), P. Tabaka (p), W. Little (b), C. Jarvis (dr) | Poljazz PSJ Z-SX-0692

- Jam Session w Akwarium  Noc Druga, Z. Jaremko (ts), H. Miśkiewicz (as), C. Davies (bs), I. Stokes (tp), J. McNeely (p), J. Lundgard (b), J. Bezucha (dr) | Poljazz PSJ Z-SX-0693

- Stanisław Sojka - Don't You Cry | Poljazz Z-SX-0694

- Kenny Drew    K. Drew (p), P. Jarzębski (b), J. Stefański (dr) | Poljazz Z-SX-0695

- Martial Solal - Martial Solal | Poljazz Z-SX-0696

- Aquarium Live No. 6 - Swing Session | Poljazz Z-SX-0705

- W. Kamiński, H. Majewski - Warsztat Nr 2 | Poljazz PSJ-81

- Jimmy Rowles - My Mother's Love | Poljazz PSJ-84

- In/Formation, Aquarium Live nr. 7, Sławomir Kulpowicz (p), Czesław Bartkowski (dr), Witold Szczurek (b) | Poljazz PSJ-88

- Ossian - Ossian  | Poljazz PSJ-90

- Żanna Biczewska - Rosyjskie Pejzaże | Wifon MC-0112

- F. Chopin Barcarola op. 60, Scherzo op. 31, Sonata op35,  Arutjun Papazjan | Veriton SXV-885[33]

- J.S. Bach Partita VI,  L.v. Beethoven Sonata Nr 32,  Arutjun Papazjan | Veriton SXV-886[34]

- Zespół Mazowsze - Boże coś Polskę | Veriton SXV-888, SXV-889[35][36]

- Carolo Szymanowski Dicata,  Szymon Kawalla dyr., Orkiestra Symfoniczna Filharmonii w Zielonej Górze | Veriton SXV-891, SXV-891-P[37]

- Jan Pietrzak - Jan Pietrzak | Tonpress TK-46

- Porter Band - Mobilization | Wifon, PRiTV LP-030, MC-171, L-72

- Ewa Demarczyk - Live | Wifon WCD 015, LP-033 | Pomona EDP 1997

- Mozart – Tenorowe Arie Koncertowe (Komplet) - Luigi Alva / Janusz Olejniczak / Wojciech Rajski,  Orkiestra Symfoniczna Filharmonii Śląskiej | Wifon   LP 057/1-2

- Georg Friedrich Haendel, Sosarme - Opera Seria w 3 aktach (fragmenty), Soloists and Polish Radio and Television Chamber Orchestra in Poznań, Agnieszka Duczmal - cond. | Polskie Nagrania SX 2089/90,   PRCD 2345-2346

- Laudemus Nomen Domini | Veriton SXV-747

- Franz Haselböck - Świecka Muzyka Organowa | Veriton SXV-823-24, SXV-823-P, SXV-824-P

- Organ Music From the Peplin Tablature, Jerzy Erdman | Veriton SXV-825, 826

- Organy Fromborskie, Andrzej Chorosiński prezentuje organy we Fromborku | Veriton SXV-881

- Polska współczesna muzyka organowa, Andrzej Chorosiński | Veriton SXV-882

- Polska Muzyka Organowa, Joachim Grubich (Organy we Fromborku) | Veriton SXV-883-P

- Dworzak, Moniuszko, Franck, Fauré - Wokalna Liryka Religijna, A. Vranova, J. Grubich | Veriton  SXV-884, SXV-884-P

- Piosenki Solidarności (Songs of Solidarity) | Echo OCR E 901-2 Stereo

- K. Penderecki,  Clarinet Concerto / Flute Concerto / Agnus Dei/; Dimitri Ashkenazy (cl), David Aguilar (fl), K. Penderecki dyr., Sinfonia Varsovia | Koch Classics 521102 | Dux Rec. Prod. DUX 0559[38]

- F. Chopin - Nina Kuźma-Sapiejewska – Ballada / Nokturn / Scherzo / Sonata nr 2 i nr 3 | Koch Classics 52327-2

- Classically Cool - Sarasate, Kreisler, Mozart, Joplin – W. Szymczyńska, H. Szymczyński | Chamber Sound CSCD 97021

- Music by American Women Composers, L. Rees & S. Stoyanoff | Bravura Rec. BR-1001 LP, CC

- Republique, Grzegorz Ciechowski, Kwartet Śląski[39] | EMI 0946 3 4 6039 2 8

- Krzysztof Pendercki, Credo, NOSPR, dyr. K. Penderecki | PR SACD 1, PR DVD 10001

- Henryk. M. Górecki, III Symfonia Pieśni Żałosnych, NOSPR, Z. Kielanowicz sopr., dyr. H.M. Górecki | PR SACD 2, PR DVD 10002

- Wojciech. Kilar, Missa Pro Pace, NOSPR, dyr. Kazimierz Kord | PR SACD 3, PR DVD 10003

- Borodin, Ciu, Liadov, Rimsky-Korsakov, Shostakovich, Scriabin, All Russian, Oleg Volkov | Brioso BR 105

- K. Szymanowski, Król Roger, Opera Wrocławska, dyr. Ewa Michnik, Polskie Wydawnictwo Audiowizualne Violin Romance, Eunice Lee | Samsung Classics OCC-7001

- Wojciech Kilar, Piano Concerto, Choral Prelude I, II, III, Orawa, Peter Jablonski (p), Wojciech Rajski dyr. | Koch Classics 52033-2

- W. A. Mozart Piano Concertos for 3, 2,1 Pianos, S. Drzewicki, T. Shebanowa J. Drzewiecki, Sinfonia Varsovia, dyr. Michael Zilm | PR SACD 014

- A. Vivaldi, Cztery Pory Roku, Mariusz Patyra | LRF 101

- List, Martino, Debussy, Scriabin, Haesun Paik | UMKAPELL 89

- Henryk M. Górecki III Symfonia, Z. Kilanowicz sopr, H. M. Górecki cond. | LRF BD 101 NCK

- F. Chopin, Pieśni, Ewa Iżykowska, Wojciech Świtała | LRF BD 102 NCK

- Cello,  Subliminal Blues & Greens | d’Note Classics DND 1011